# Savinsko
Savinsko – wieś w Słowenii, w gminie Makole. W 2018 roku liczyła 98 mieszkańców.